# 仁聖王后
仁聖王后 朴氏（じんせいおうこう ぼくし、インソンワンフ パクシ、인성왕후、1514年10月18日 - 1578年1月6日）は、李氏朝鮮の王族女性。第12代国王 仁宗の正室。本貫は潘南。諡号は孝順恭懿仁聖王后。

## 生涯
1514年に錦城府院君朴墉（パク・ヨン）と聞韶府夫人　金氏の娘として生まれた。
1524年に世子だった仁宗と婚姻し、世子嬪に冊封された。1544年に夫が即位すると、王妃に昇格する。しかし、夫は即位から僅か8ヶ月で薨去してしまい、義弟にあたる明宗即位後は王大妃となった。
仁宗亡き後は静かに余生を過ごした。1578年1月6日、景福宮交泰殿にて崩御。享年64歳。御陵は孝陵である。

## 家族
- 父: 錦城府院君　朴墉（朝鮮語版）（1468年-1524年）
- 母: 聞韶府夫人　義城金氏（朝鮮語版）（生没年不詳）
- 夫: 仁宗
  - 子: なし

## 登場作品
テレビドラマ
- 女人天下（2001年-2002年、SBS） - 演：シン・ウンジョン）